# 6879 Hyogo
A 6879 Hyogo (ideiglenes jelöléssel 1994 TC15) a Naprendszer kisbolygóövében található aszteroida. Kazuyoshi Ito fedezte fel 1994. október 14-én.